# 盧岐嶷
盧岐嶷（1515年—？），字希稷，號璧山，福建漳州府長泰縣人，軍籍，明朝政治人物。

## 生平
嘉靖十六年（1537年）丁酉科福建鄉試第八名舉人，二十三年（1544年）中式甲辰科會試第三十七名，三甲第三十三名進士。授浙江归安县知县，擢户部主事，三十年丁父忧。历升兵部武选司郎中，三十七年六月以公事贬江西宁州判官，升广信府同知，擢江西按察司佥事，改云南布政使司参议，四十三年十月捕杀嶍峨县叛酋王道行，受到朝廷奖赏，升贵州按察使。

## 家族
曾祖盧惟貞；祖父盧德集，號淳庵先生；父盧道明（1479年-1551年），封文林郎浙江歸安縣知縣。母薛氏（贈孺人）。嚴侍下。